# Jean-Claude Renard
Jean-Claude Renard (Tolone, 22 aprile 1922 – Parigi, 19 novembre 2002) è stato uno scrittore e poeta francese.
Renard entrò nel mondo della poesia, pubblicando l'opera Juan nel 1945.

## Opere

### Traduzioni in inglese
- Anthology of contemporary French poetry Graham Dunstan Martin, editor, University of Texas Press, 1971
- Selected poems Oasis Books, Pierre de Ronsard. Ed. and trans. Malcolm Quainton, Elizabeth Vinestock. 1978, ISBN 978-0-903375-30-6

### Poesie
- Juan, 1945
- Cantiques pour des pays perdus, 1947:
- Haute-mer 1950:
- La métamorphose du Monde, 1951
- Père, voici que l'homme Éditions du Seuil, 1955
- En une seule vigne: poèmes, Édition du Seuil, 1959
- Incantation des eaux Éditions du Seuil, 1962
- ''La Terre du sacre, Éditions du Seuil, 1966
- La Braise et la rivière Éditions du Seuil, 1969
- Le Dieu de nuit 1973:
- La Lumière du silence Éditions du Seuil, 1978
- 12 Dits 1980:
- Les Mots magiques 1980:
- Toutes les îles sont secrètes Éditions du Seuil, 1984, ISBN 978-2-02-006787-4
- La Terre du sacre, suivi de "La Braise et la Rivière" 1989:
- Sous de grands vents obscurs Seuil, 1990
- Le Dieu de nuit suivi de "La Lumière du silence" 1990:
- Dix Runes d'été 1994:
- Qui ou quoi? 1998:
- Ce puits que rien n'épuise Seuil, 1993
- Métamorphose du monde 2000:
- Le temps de la transmutation 2001:

### Saggi
- Notes sur la poésie Éditions du Seuil, 1970
- Notes sur la foi 1973:
- Le Lieu du voyageur : notes sur le mystère 1980:
- Une autre parole Éditions du Seuil, 1981, ISBN 978-2-02-005726-4
- «L’Expérience intérieure» de Georges Bataille ou la Négation du mystère, Éditions du Seuil, 1987
- Quand le poème devient prière 1987:
- Autres notes sur la poésie, la foi et la science Éditions du Seuil, 1995, ISBN 978-2-02-025060-3

## Premi
- 1988 Gran Premio per la Poesia dell'Académie française
- 1991 Prix Goncourt per la poesia